# پروسنیتسه
پروسنیتسه (به چکی: Prosenice) یک منطقهٔ مسکونی در جمهوری چک است که در ناحیه پرروف واقع شده‌است. پروسنیتسه ۶٫۲۶ کیلومتر مربع مساحت و ۸۴۹ نفر جمعیت دارد و ۲۱۹ متر بالاتر از سطح دریا واقع شده‌است.